# Filtr (fotografia)

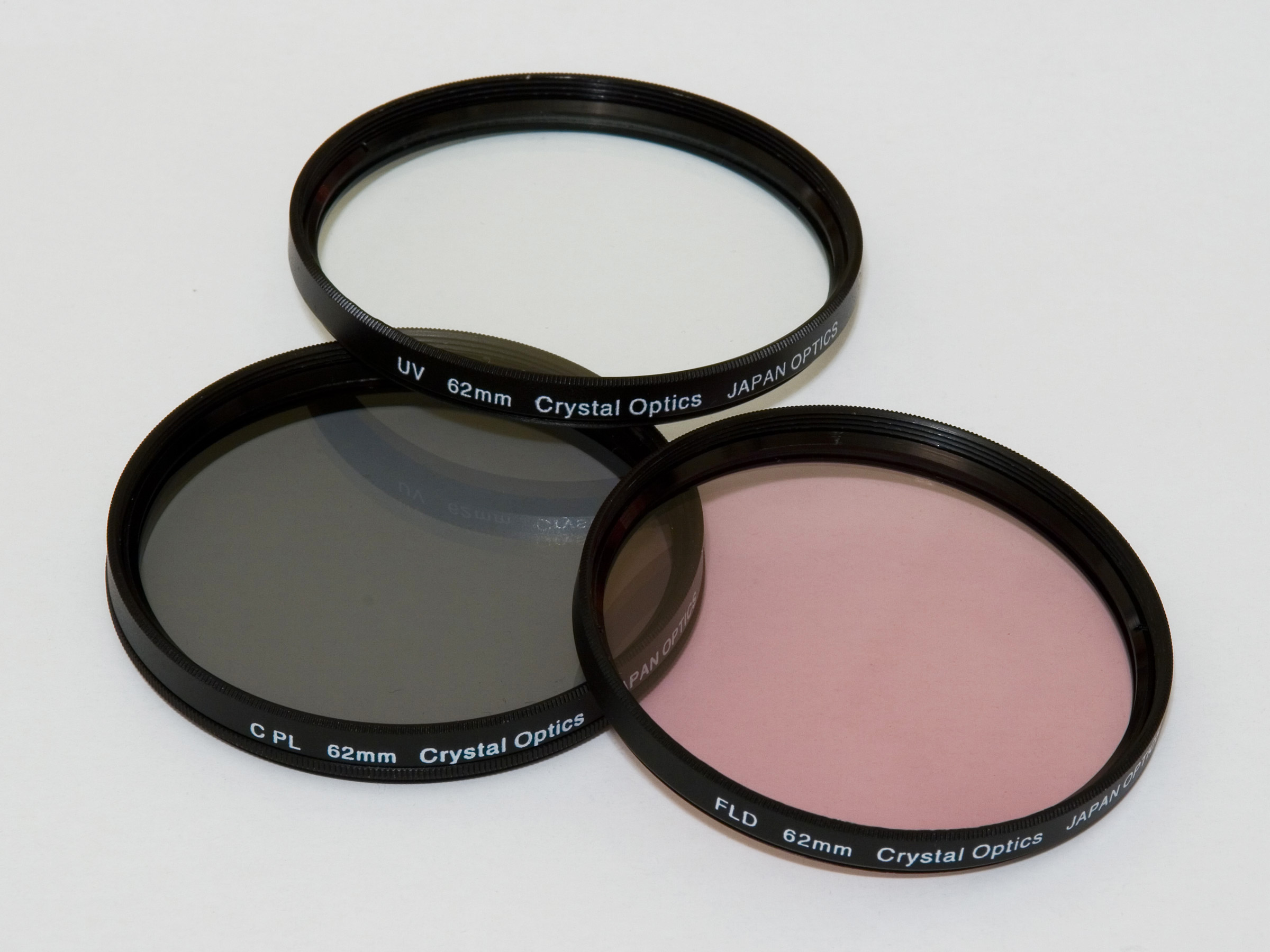
Filtry fotograficzne o średnicy 62 mm – polaryzacyjny, UV i korekcyjny (barwny)

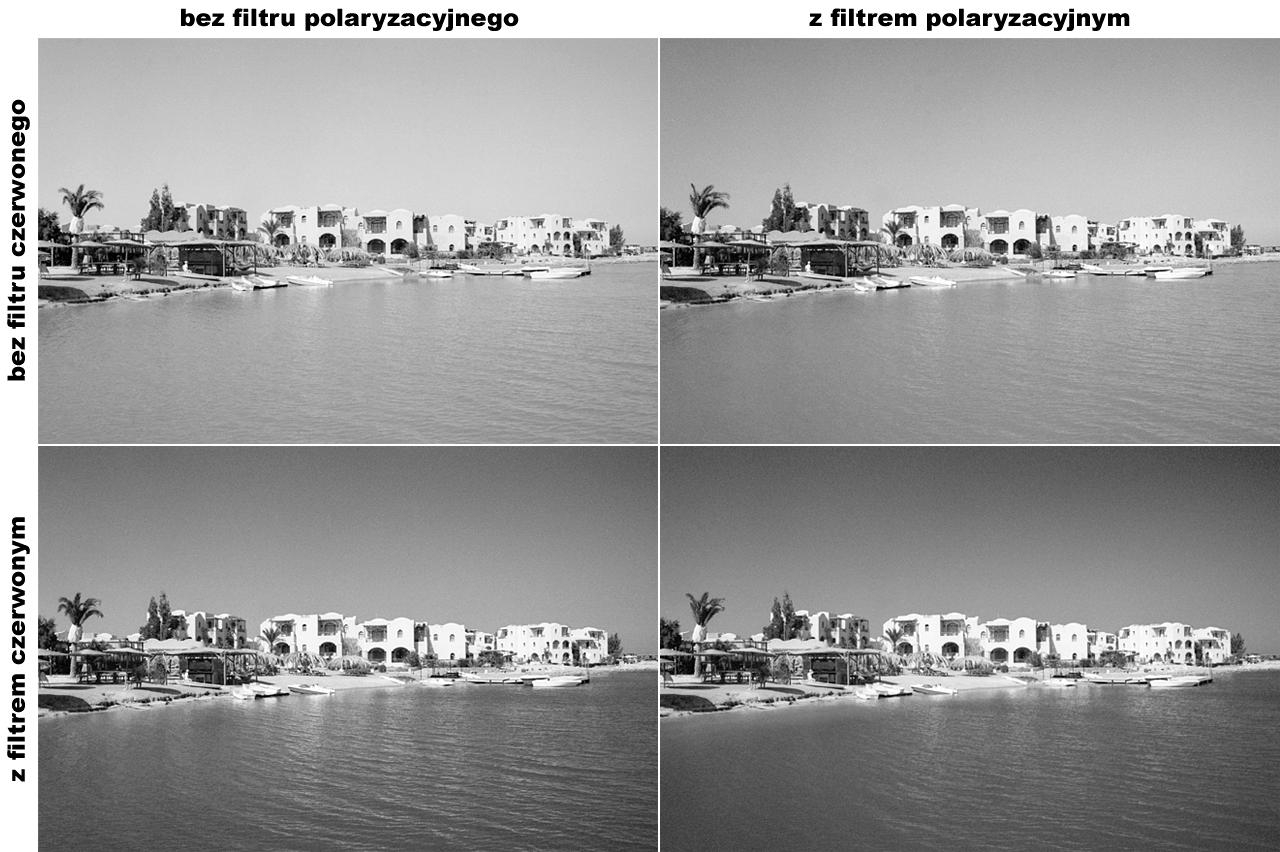
Efekt użycia filtrów polaryzacyjnego oraz czerwonego w fotografii czarno białej

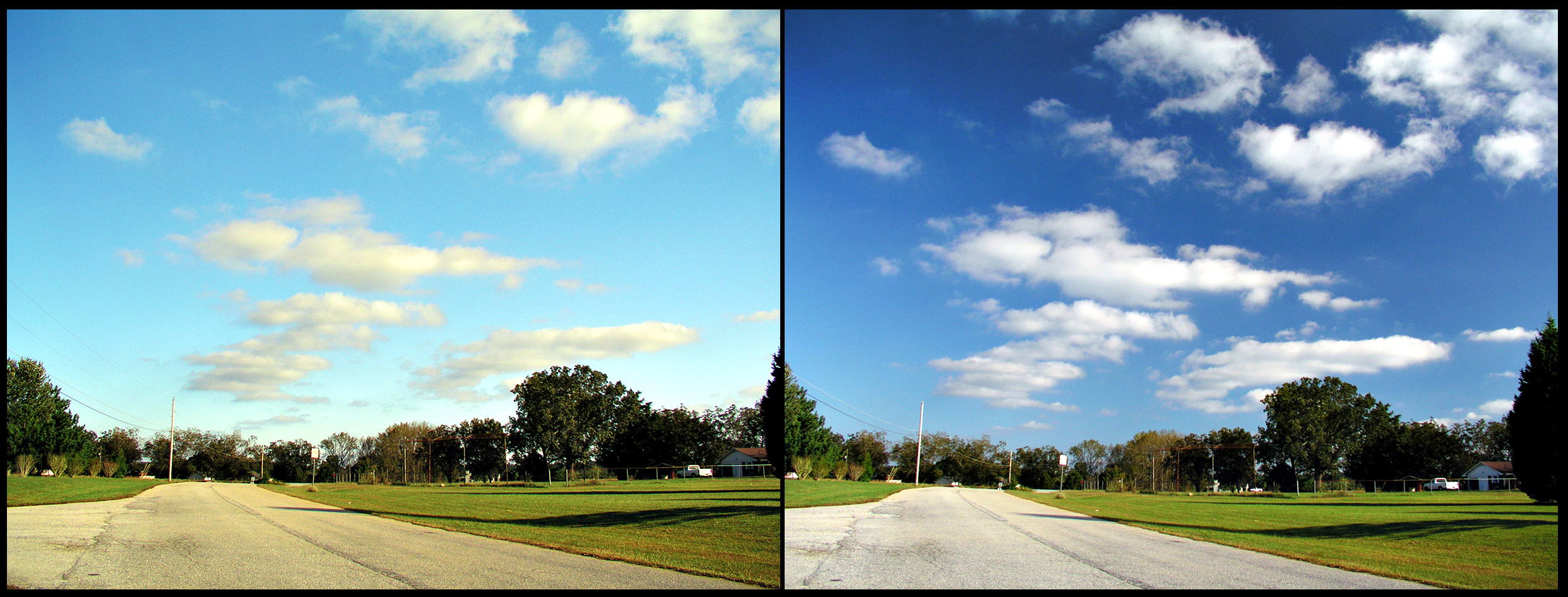
Zdjęcie wykonane z filtrem polaryzacyjnym (po prawej) i bez filtra (po lewej)

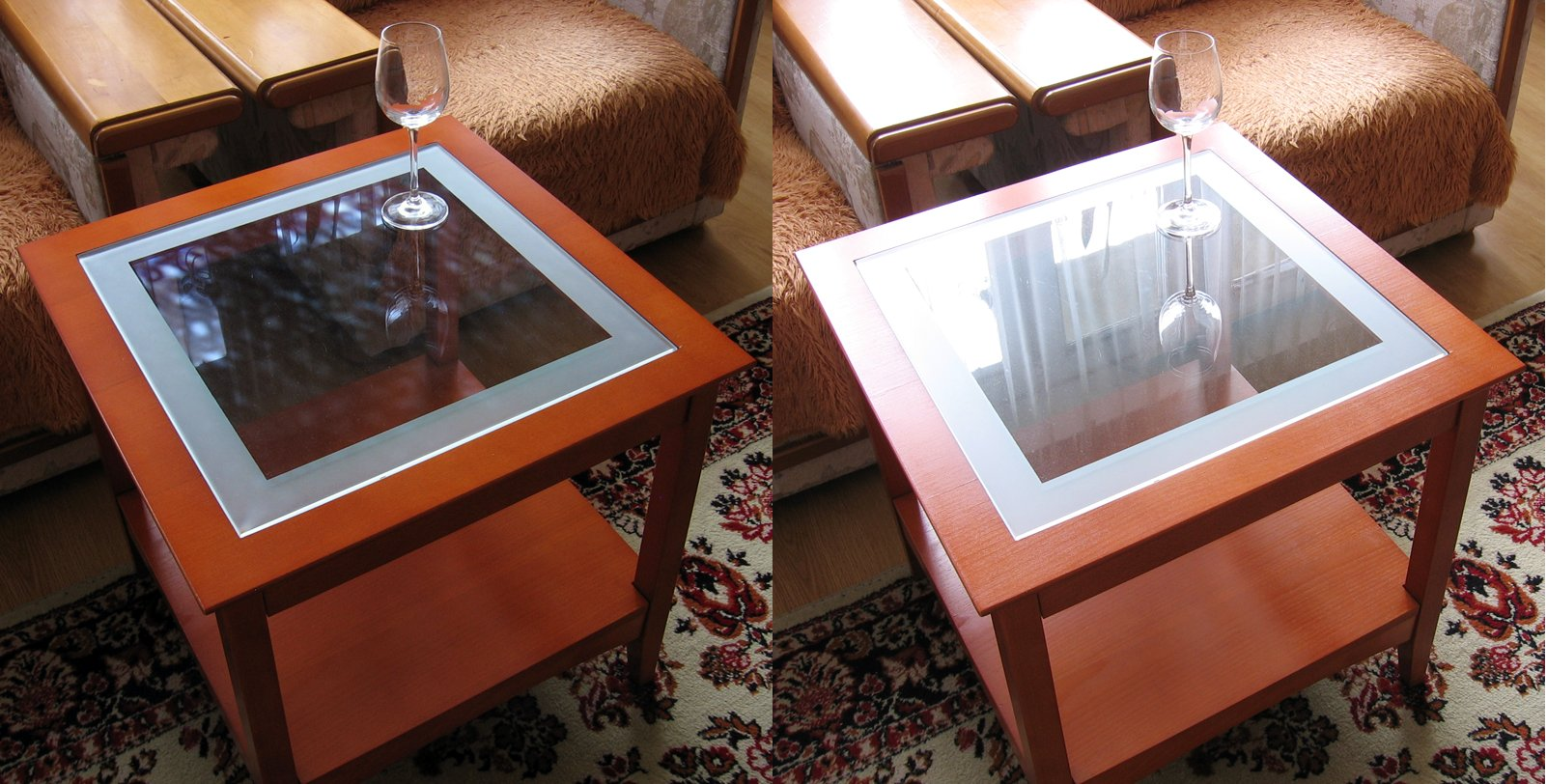
Zdjęcie wykonane z filtrem polaryzacyjnym (po lewej) i bez filtra (po prawej)

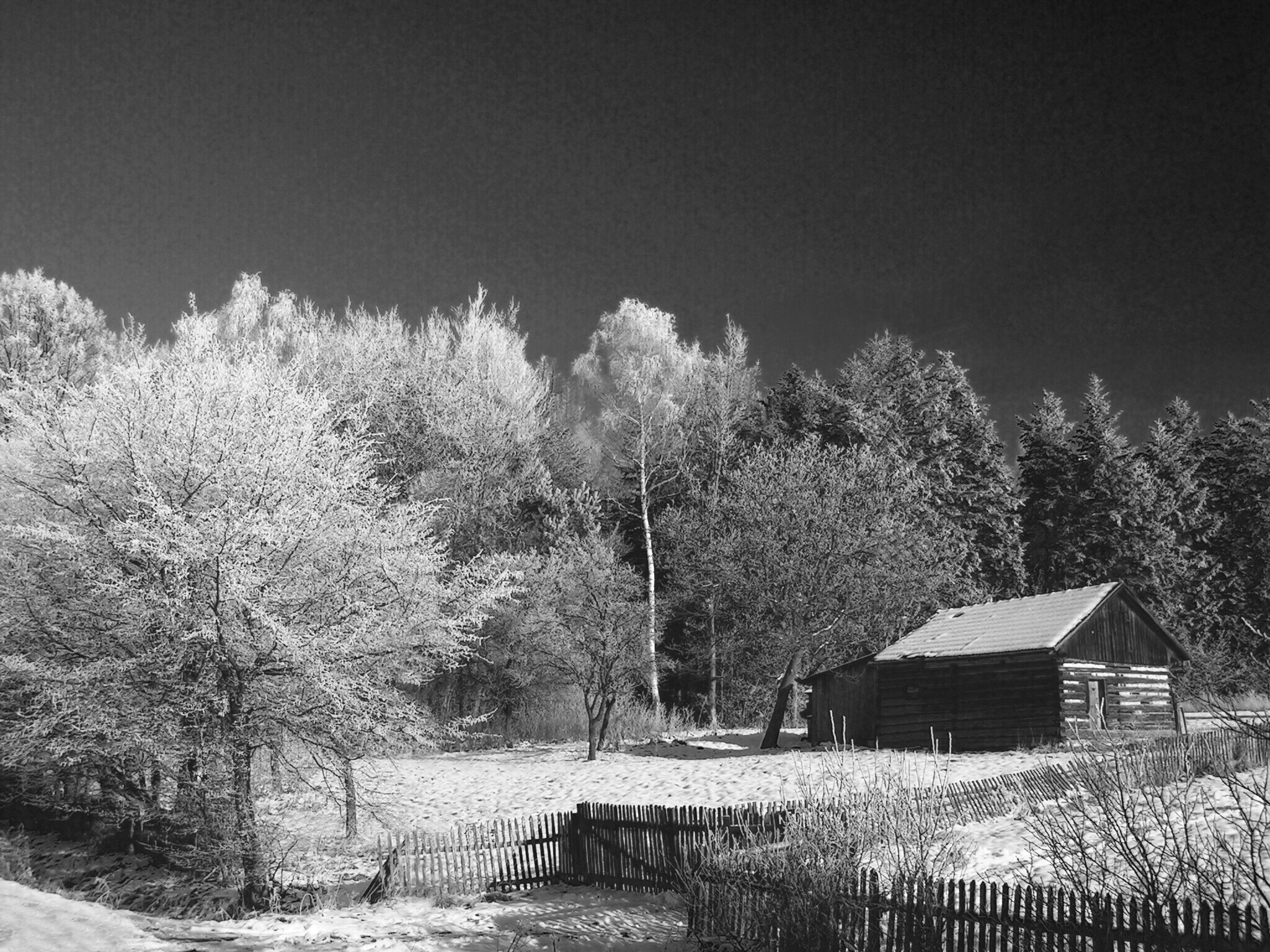
Zdjęcie wykonane z filtrem polaryzacyjnym i czerwonym, efekt „czarnego” nieba

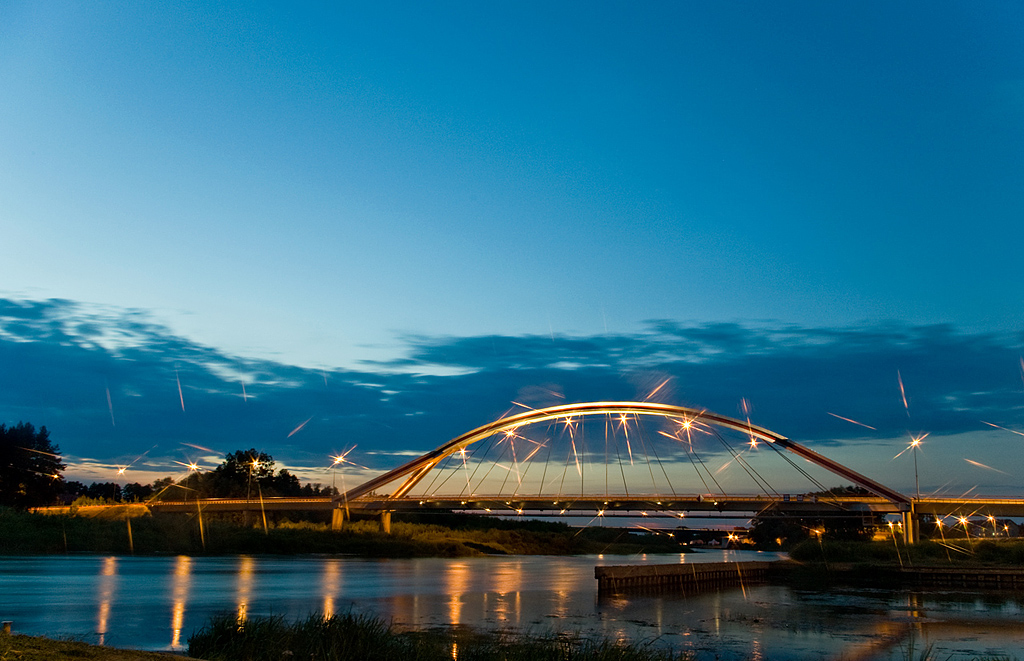
Zdjęcie wykonane z „filtrem” gwiazdkowym

Filtr obiektywu fotograficznego, filtr fotograficzny – płaska nasadka na obiektyw zmieniająca wygląd fotografowanego obrazu, nakładana najczęściej na przód obiektywu, a jeśli jest to niemożliwe – na jego tył (np. w obiektywach lustrzanych lub najszerszych).

## Wstęp
Filtry występują w postaci opraw wkręcanych na stosowny gwint na obiektywie, opraw zaciskanych lub wkładów do specjalnej ramki montowanej na obiektywie (system Cokin). Do filtrów nie zalicza się nasadek zmieniających ogniskową (te nazywają się konwerterami). Typowe filtry posiadają dwa gwinty – z tyłu zewnętrzny, do mocowania na innym filtrze lub na obiektywie, oraz z przodu, do mocowania kolejnego filtra, osłony przeciwsłonecznej lub osłony obiektywu.
Filtry zmniejszają ilość światła wpadającego przez obiektyw (zależnie od swojej gęstości i barwy), co może prowadzić do niedoświetlenia filmu. W związku z tym fotografując z filtrem trzeba odpowiednio wydłużyć czas naświetlenia. Wartość pokazującą o ile należy skorygować ekspozycję (w momencie wykorzystania danego filtra) nazywa się krotnością filtra. Wartość ta jest zazwyczaj podana na jego krawędzi lub na opakowaniu.
Najczęstszym błędem wynikającym z nieprawidłowego użycia filtrów jest korzystanie z kilku wkręconych jednocześnie. Efektem takiego postępowania jest winietowanie (zasłanianie brzegów kadru). Dlatego też, w celu przeciwdziałania tej wadzie, filtry wykonuje się tak by były jak najcieńsze, a w skrajnych przypadkach – dla obiektywów najszerszych – produkowane są specjalne wersje filtrów pozbawione gwintu z przodu (tzw. wersja slim). Błędu tego można uniknąć stosując wiele filtrów z systemów m.in. Cokin, Hitech, Lee – w ich przypadku ramka, w którą wkłada się te filtry, jest zwykle dużo większa niż średnica gwintu i zawiera szczeliny umożliwiające zamontowanie kilku (zwykle trzech) filtrów. Dodatkowo, ramka taka zwiększa możliwości zastosowania filtrów połówkowych.
Standardowe średnice gwintów filtrów fotograficznych to: 49, 52, 55, 58, 62, 67, 72 i 77 mm.

## Rodzaje filtrów
- barwny do fotografii czarno-białej – filtry w barwach prostych lub czystych, służące do zwiększenia kontrastu wybranych motywów obrazu o wyraźnych barwach, np. filtr czerwony służy do zwiększenia kontrastu zachmurzonego nieba poprzez przyciemnienie jego niebieskiej barwy przy nienaruszonej bieli chmur, przy małym zachmurzeniu powoduje to miły dla oka kontrast białych chmur i ciemnego nieba, a przy dużym zachmurzeniu – efekt nieba burzowego. Filtry żółte bądź żółto-zielone mogą służyć do rozjaśniania (uwypuklania) roślinności.
- barwny do fotografii barwnej – filtry o dowolnych barwach, mające zmienić kolorystykę zdjęcia w celu korekcji barwnej lub w celu nadania odpowiedniego nastroju. Filtry korekcyjne mogą służyć do regulacji temperatury bieli.

Należą do nich filtry ocieplające, które służą do obniżania temperatury bieli na zdjęciu – w tym filtry serii 81, służące do usuwania lekkiego niebieskiego odcienia, bądź nadania zdjęciu lekko brązowego koloru, oraz filtry serii 85, mocne filtry służące do robienia zdjęć w świetle świetlówek (zimnym) na filmie skalibrowanym do światła dziennego. Odwrotnie działającymi filtrami są filtry ochładzające, czyli podwyższające temperaturę bieli na zdjęciu – seria 80 (delikatne, usuwające czerwony odcień) i 82 (mocne).
Mocniejsze filtry korekcyjne czasem zwane są konwersyjnymi, ponieważ pozwalają na konwersję światła z dziennego na zimne oraz odwrotnie – z zimnego na dzienne. Filtry korekcyjne mają głównie (choć niekoniecznie) zastosowanie w fotografii pozytywowej, jako że w przypadku negatywu odcień zdjęcia można zmieniać przy wykonywaniu odbitek.
- neutralny – niezmieniający barwy (neutralnie szary) filtr przyciemniający. Fotografom zwykle zależy, żeby tracić jak najmniej światła (stąd walka o jak najjaśniejsze obiektywy), ale zdarzają się sytuacje, kiedy chcą oni zmniejszyć ilość światła wpadającego do obiektywu – np. kiedy potrzebują wydłużyć czas ekspozycji, nie zmieniając przysłony, lub gdy zakres przysłon nie wystarczy do uzyskania wystarczająco długiego czasu w danych warunkach oświetleniowych. Rodzaje efektów, do których uzyskania może być wymagany długi czas, to np.: zdjęcia piorunów w czasie burzy, efekt „welonu” – czyli rozmazanych strug wody na zdjęciach wodospadów bądź fontann – czy smugi świateł jadących samochodów.
- połówkowy – filtr, którego efekt ograniczony jest do połowy jego powierzchni, druga połowa natomiast jest zupełnie przezroczysta. Zwykle przejście między częścią przezroczystą a częścią efektową jest płynne, może być również tzw. „twarde”. Najwygodniejszymi filtrami połówkowymi okazują się filtry systemów Cokin, Hitech, Lee, ponieważ pozwalają na dowolną regulację wielkości powierzchni, na której występuje efekt (można je przesuwać względem mocowania). Filtry na gwint nie dają tej możliwości i granica między obszarem efektu a obszarem bez efektu musi zawsze przebiegać przez środek zdjęcia.
  - połówkowy neutralny – służy do przyciemnienia połowy bądź (w przypadku filtrów typu Cokin) pewnej części zdjęcia. Potrzeba taka może zajść wtedy, gdy część obszaru zdjęcia jest wyraźnie jaśniejsza od drugiej – np. przy fotografowaniu zachodu słońca nad morzem, gdy niebo jest jaśniejsze niż powierzchnia morza. Dzięki zastosowaniu neutralnego filtru połówkowego można uniknąć prześwietlenia nieba lub niedoświetlenia wody.
  - połówkowy barwny – służy do uzyskania zmiany barwy na określonej części zdjęcia, zwykle na jego połowie.
- efektowe – należy zwrócić uwagę na poniżej wymienione cztery „filtry”, które są filtrami tylko z nazwy używanej obiegowo, ponieważ nie spełniają podstawowego warunku, a więc zmiany składu spektralnego lub ilości przepuszczanego światła. Można je raczej nazwać nasadkami:
  - gwiazdkowy.
  - zwielokrotniający obraz.
  - zmiękczający (ang. soft focus) – filtr nadający zdjęciu lekko „senny” nastrój. Powoduje on, że jasne obszary rzucają lekką poświatę na obszary sąsiadujące. W uproszczony sposób można też taki efekt uzyskać, umieszczając przed obiektywem napiętą pończochę (zob. też obiektyw miękkorysujący).
  - zmiękczające „DUTO” i „SPOT”.
- polaryzacyjny – filtr ten przepuszcza jedynie światło o polaryzacji liniowej w wybranym kierunku. Efekt dla fotografii jest taki, że pochłania on częściowo światło rozproszone w atmosferze, co jest widoczne szczególnie w przypadku fotografowania nieba. Błękit nieba staje się wtedy ciemniejszy, a chmury pozostają białe (jest to efekt podobny, choć nie identyczny, do działania filtru czerwonego w przypadku fotografii czarno-białej). Pozwala on również na zwiększenie nasycenia barw powierzchni matowych (np. zieleni roślin bądź kolorów tkanin) w słoneczny dzień. Filtr daje największy efekt, gdy obiektyw skierowany jest pod kątem 90° od kierunku padania światła (popularna reguła palca wskazującego i kciuka, gdzie kciuk wskazuje kierunek słońca, a palec wskazujący – kierunek fotografowania). Z tym wiąże się również jedna z niedogodności polaryzatora – w przypadku obiektywu szerokokątnego może być widoczne, że np. pas nieba jest ciemniejszy, a reszta powierzchni kadru już nie. Główną wadą polaryzatora jest to, że „zabiera” on część światła (zwykle około 1–1,5 EV, czyli wymaga od 1/3 do 1/2 mniejszej przysłony lub odpowiednio dłuższego czasu naświetlania). Filtr polaryzacyjny pozwala także na wyeliminowanie odbić światła od szyb lub lustra wody.
  - liniowy – najprostszy filtr polaryzacyjny. Efekt działania ma taki sam jak polaryzator kołowy, jednak może zakłócać działanie elementów światłoczułych bądź automatykę ostrości w nowoczesnych aparatach fotograficznych.
  - kołowy – bardziej zaawansowany rodzaj polaryzatora. Fotograficzny polaryzator kołowy stanowi połączenie polaryzatora liniowego i płytki ćwierćfalowej, zamieniającej polaryzację liniową na kołową. Można go stosować z każdym rodzajem aparatu.
- skylight – pozwala wyeliminować niebieską dominantę powstającą zwykle przy zdjęciach plenerowych w cieniu. Zalecany jest do zdjęć w cieniu przy słonecznej pogodzie i bezchmurnym niebie. Maksimum absorpcji filtra leży w zakresie koloru zielonego. Zastosowanie go gwarantuje uzyskanie właściwej równowagi barwnej w każdych warunkach oświetleniowych i neutralny odcień skóry. Pozwala uniknąć dominant barwnych wywołanych na przykład przez liście drzewa. Dzięki swemu lekko różowemu zabarwieniu redukuje „przeniebieszczenie” powodowane przez światło dzienne i nadaje zdjęciu przyjemny, nieco cieplejszy odcień. Równocześnie odcina promienie ultrafioletowe i zmniejsza zamglenie kadru. Podobnie jak filtr UV, może być na stałe zamocowany na obiektywie jako filtr ochronny.
- UV – filtr zalecany do fotografowania aparatem klasycznym na zewnątrz, na wysokości powyżej 1500 m n.p.m., gdzie promieniowanie ultrafioletowe jest na tyle duże, że może mieć wpływ na materiał światłoczuły. Dzięki temu, że filtry te praktycznie nie mają widocznego efektu na zdjęciu w normalnych warunkach, w praktyce są one najpopularniejszymi filtrami obiektywowymi, ale w zastosowaniu jako ochrona przedniej soczewki obiektywu przed czynnikami mechanicznymi. W przypadku fotografii cyfrowej tylko ostatnia funkcja, a więc ochrona przedniej soczewki, uzasadnia jego stosowanie (jednak należy rozważyć szkodliwe oddziaływanie tego elementu na obraz tworzony przez obiektyw).
- IR – filtr stosowany do fotografii w zakresie podczerwieni na materiałach do podczerwieni.

## Galeria

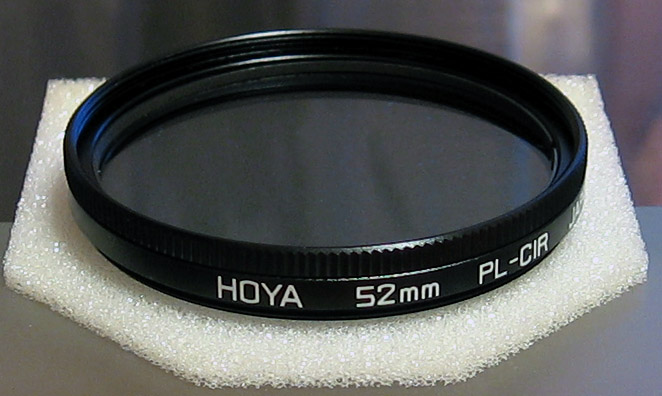
Filtr polaryzacyjny kołowy firmy HOYA
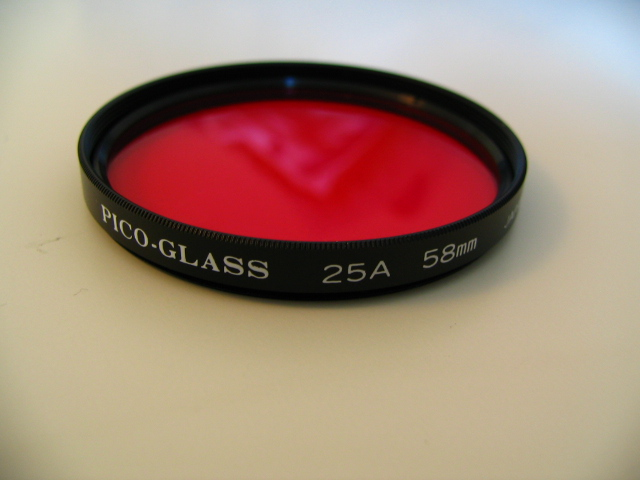
Filtr przepuszczający czerwień (25A) PICO-GLASS
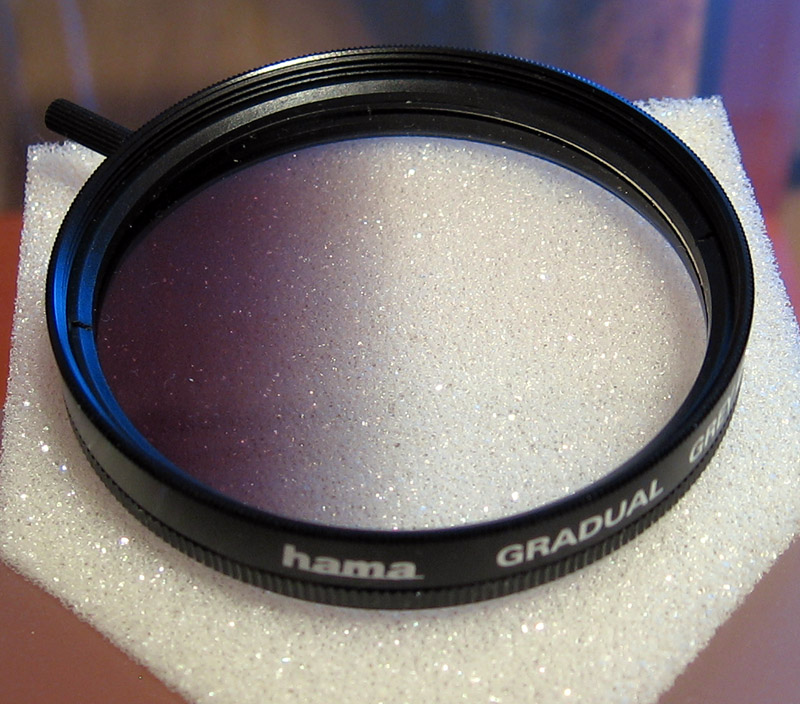
Filtr połówkowy szary firmy Hama
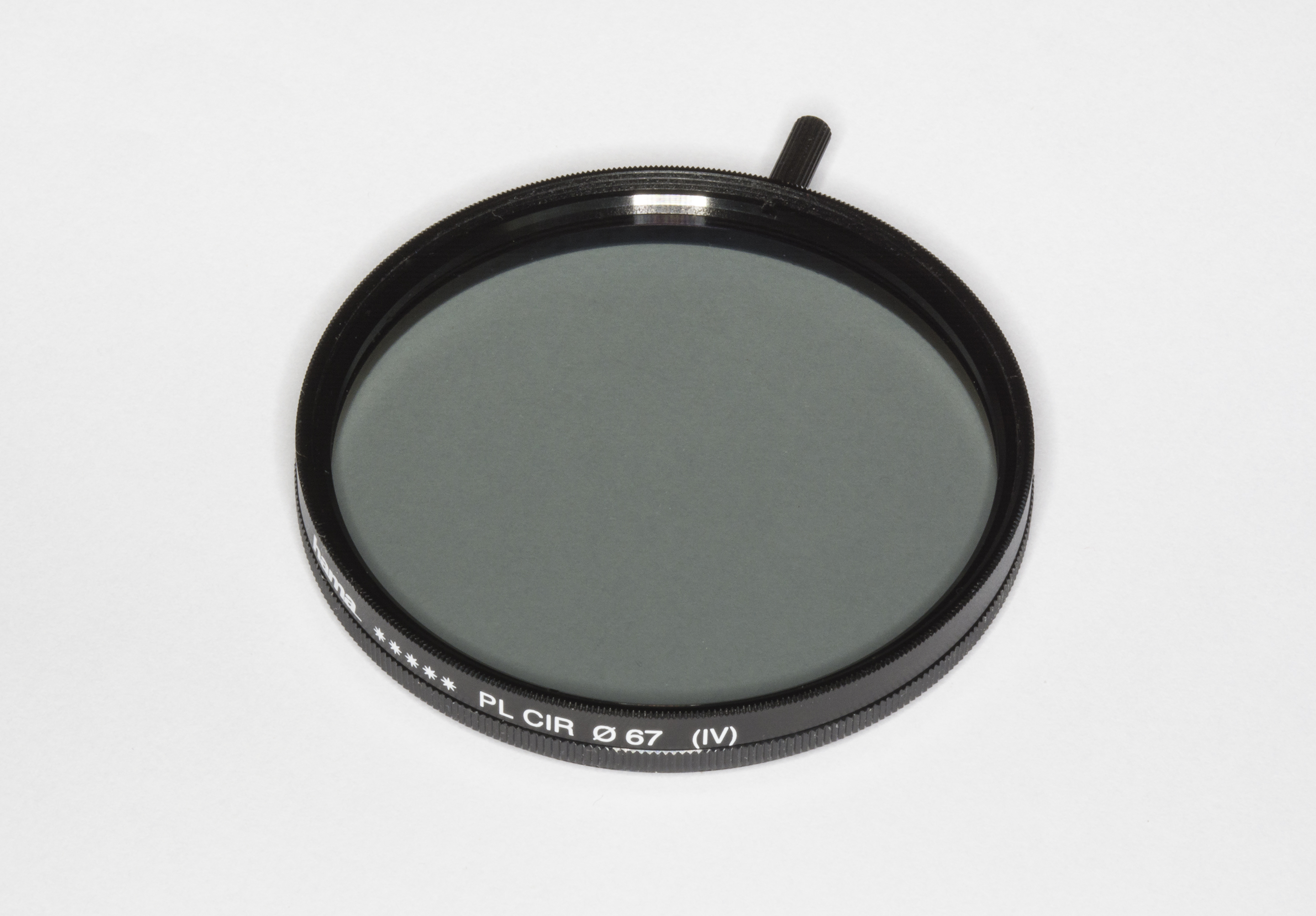
Filtr polaryzacyjny Hama PL CIR (IV)
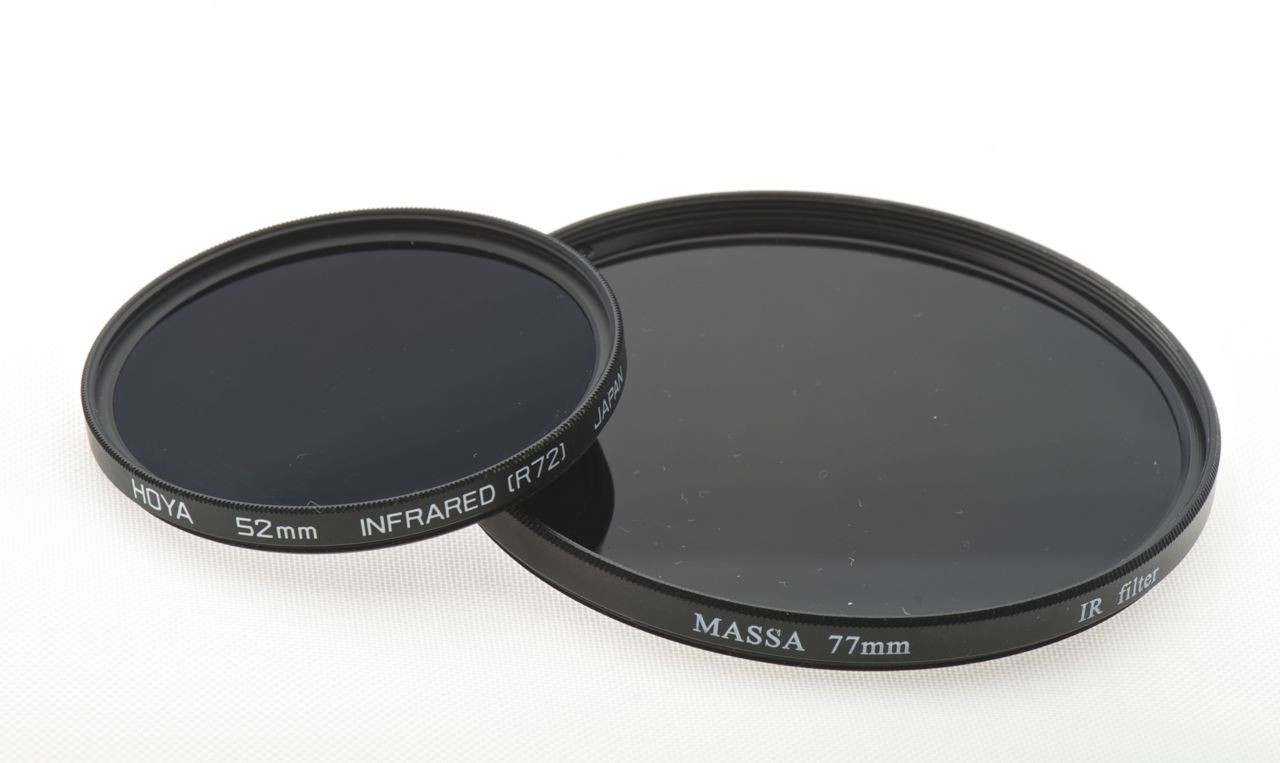
Filtry przepuszczające podczerwień (IR) firm HOYA, MASSA
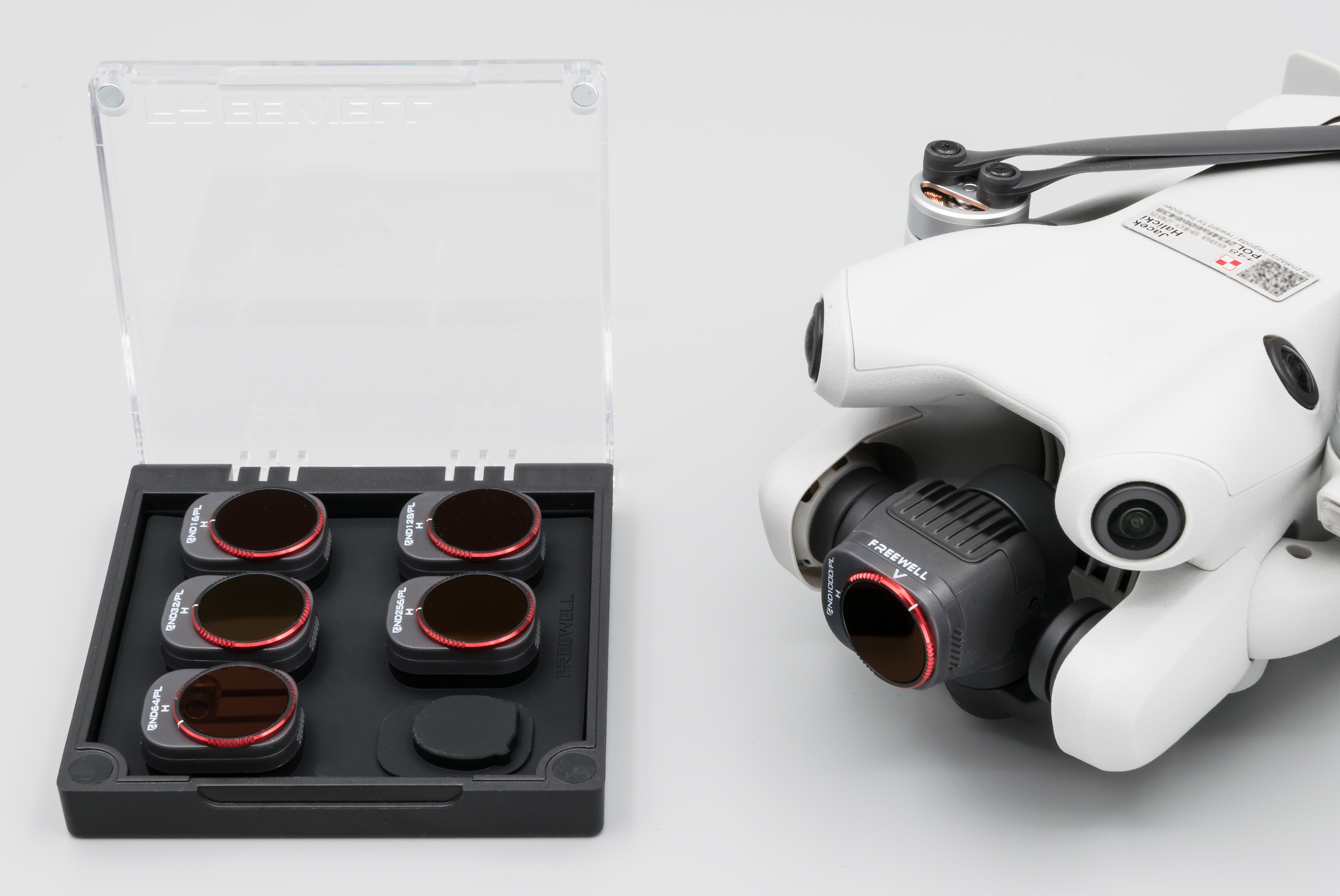
Filtry szare i polaryzacyjne do drona DJI Mini 4 Pro